# 23045 Сарахокен
23045 Сарахокен (23045 Sarahocken) — астероїд головного поясу, відкритий 6 грудня 1999 року.
Тіссеранів параметр щодо Юпітера — 3,300.